# Розтока (Поморське воєводство)
Розтока (пол. Roztoka, нім. Tiefenthal) — село в Польщі, у гміні Пшивідз Ґданського повіту Поморського воєводства.
У 1975-1998 роках село належало до Гданського воєводства.